# Allococalodes alticeps
Espèce
Allococalodes alticeps est une espèce d'araignées aranéomorphes de la famille des Salticidae.

## Distribution
Cette espèce est endémique de Nouvelle-Guinée occidentale en Indonésie,. Elle se rencontre vers Jayapura.

## Description
Le mâle holotype mesure 4,84 mm.

## Publication originale
- Wanless, 1982 : A revision of the spider genus Cocalodes with a description of a new related genus (Araneae: Salticidae). Bulletin of the British Museum (Natural History) Zoology, vol. 42, no 4, p. 263-298 (texte intégral).